# Đường tỉnh 586
Đường tỉnh 586 hay tỉnh lộ 586, viết tắt ĐT586 hay TL586, còn gọi là tỉnh lộ Lìa, là đường tỉnh ở huyện Hướng Hoá, tỉnh Quảng Trị, Việt Nam.
Đường tỉnh 586 có tổng chiều dài là 38 km. Điểm đầu tại Ngã ba Tân Long  trên Quốc lộ 9 ở xã Tân Long, đi hướng nam gần dọc theo biên giới Việt Lào. Đến trung tâm xã Thanh đường chuyển hướng đông. Từ xã Thanh đường qua các xã Lìa và A Dơi của huyện Hướng Hoá đến xã Ba Tầng .
Năm 2020, đoạn ở xã Ba Tầng xuống cấp nghiêm trọng.
Đường tỉnh 586 được giới thiệu là đường du lịch để đi từ Ngã ba Tân Long đến xã A Dơi để tham quan Thác A Dơi  trên sông Sê Pôn.